# 卡纳维拉尔角 (佛罗里达州)
卡纳维拉尔角（英語：Cape Canaveral），是美国佛罗里达州布里瓦德縣下属的一座城市。建立于1963年。面积约为6平方公里（约合2.3平方英里）。根据2010年美国人口普查，该市有人口9,912人。论人口在本州排行第163。